# (533) Sara
(533) Sara est un astéroïde de la ceinture principale découvert par Raymond Smith Dugan le 19 avril 1904.